# Lillehammer GP
El Lillehammer GP és una competició ciclista d'un sol dia que es disputa al voltant de Lillehammer (Noruega). Creat el 2018, forma part de l'UCI Europa Tour amb una categoria 1.2.

## Palmarès
| Any  | Vencedor                     | Segon            | Tercer                 |         |
| ---- | ---------------------------- | ---------------- | ---------------------- | ------- |
| 2018 | Alexander Kamp               | Andreas Stokbro  | Cees Bol               |         |
| 2019 | Niklas Larsen                | Kristian Aasvold | Julian Mertens         |         |
| 2020 | Andreas Leknessund           | Torstein Træen   | Andreas Staune-Mittet  |         |
| 2021 | Idar Andersen                | Gianni Marchand  | Lucas Eriksson         |         |
| 2022 | Magnus Bak Klaris            | Josh Kench       | Torstein Træen         |         |
| 2023 | Christian Ingemann Lindquist | Johannes Kulset  | Eivind Broholt Fougner |         |
| 2024 | suspesa                      | suspesa          | suspesa                | suspesa |